# Olibrus cinerariae
Olibrus cinerariae là một loài bọ cánh cứng trong họ Phalacridae. Loài này được Wollaston miêu tả khoa học năm 1854.